# Jorge Muñoz Wells
Pour les articles homonymes, voir Muñoz.
Jorge Vicente Martín Muñoz Wells, né le 13 avril 1962 à Lima, est un homme politique péruvien, ancien maire de la ville de Lima (capitale du Pérou) de 2019 à 2022 et ancien maire du district de Miraflores, de 2011 à 2018.

## Biographie
Il est destitué par le juge électoral de sa fonction de maire de Lima le 27 avril 2022 pour corruption, étant accusé d'avoir perçu illégalement des indemnités au titre de sa participation au directoire de Sedapal (organisme public d'eau et assainissement).